# Great Detached Reef
Great Detached Reef är ett rev på Stora barriärrevets östra kant i Australien.   Det ligger öster om Kap Yorkhalvön i delstaten Queensland.